# Camera obscura

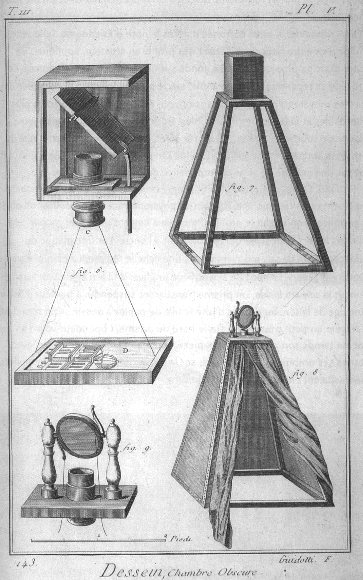
Camera obscura ábrázolása a francia Enciklopédiából

A camera obscura (latin, jelentése: sötét kamra) vagy lyukkamera lencsetag nélküli optikai eszköz, mely a környezet vizuális leképezésére szolgál. Egy minden oldalról fénytől védett doboz vagy szoba, melybe a fény egy apró lyukon keresztül hatol be. Ez a fény fordított állású képet rajzol ki a camera obscurán belül a lyukkal ellentétes oldalon.
A fényképezőgép őse, mely nagy hatással volt a fotográfia kialakulására és fejlődésére. A mai fényképezőgépek is a camera obscura működésén alapulnak. A fényképezés előtti időkben mint rajzolási segédeszközt és mint fizikai, csillagászati eszközt tartották számon.
Ibn al-Hajszam (Alhazen) arab tudós 997-ben Opticae Thesaurus című könyvében már írt a camera obscuráról. A reneszánsz korában sokakat foglalkoztatott ez a bárki által elkészíthető, egyszerű optikai eszköz, például Leonardo da Vincit is.

## Működése

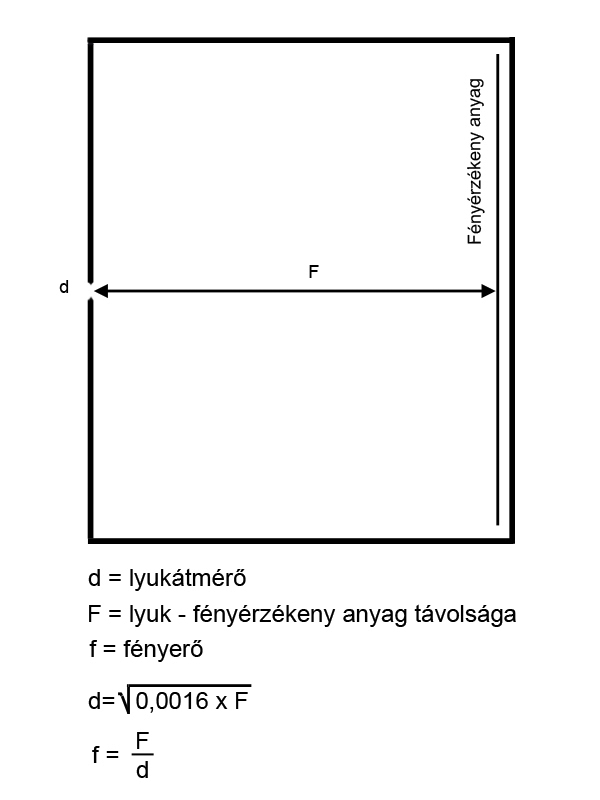
Lyukkamera sematikus képe

Ha teljesen elsötétítünk egy szobát és csak egy kis lyukon keresztül engedünk be fényt, a szemközti falra vetítődik a külvilág fordított állású és oldalfordított színes képe.
Ugyanezen az elven fényképezőgép is készíthető. Bármilyen üreges test alkalmas kamera-alapnak, egy megfelelő átmérővel rendelkező szabályos lyukat kell készíteni (az ideális lyukátmérőt a kamera mérete határozza meg), és fényérzékeny felületet kell a kamerába helyezni.
A camera obscurával készült kép jellemzői:
- Rendkívül nagy mélységélességű kép (Megjegyzés: Mivel a lyuk fizikai mérettel rendelkezik és a kamerában nincs lencse, amely a fényt egyetlen pontba fókuszálná, a camera obscura által létrehozott kép soha nem lesz tökéletesen éles.)
- A kép színes, fordított állású és nem oldalhelyes
- A kép mérete nem korlátozott (lefelé csak a fizikailag előállítható legkisebb lyukátmérő és a lyuk peremén fellépő fényelhajlás szab határt), így például szoba vagy terem méretű is lehet

## Hazai camera obscurák
- Budapesten az Erzsébet híd pilonjainak kereszttartó elemeiben a vízelvezető nyílások is a camera obscura elvén vetítik ki az alattuk elhaladó forgalom fordított, színes képét a belső oldalfalakra. Sajnos elhelyezkedése miatt nehezen látogatható.
- A Magyar Képzőművészeti Egyetem régi bejárati főkapuján található nyílás képet vetít a külvilágról az épület belsejébe a kapuval szemközti, mattüveggel ellátott ajtóra.
- Az egri líceum kupolájának két oldalán hengeres formájú szerkezeteket helyeztek el. Az északi forgó hengerben levő tükör és lencse segítségével az alatta kialakított szinten kis besötétített szobában egy fehér asztalon megjelenik a város látképe.
- Hazai fotóművészek egy Barkas kisbuszt is alakítottak már át camera obscurává, ahol utána a papírra vetített képet helyben elő is hívták.

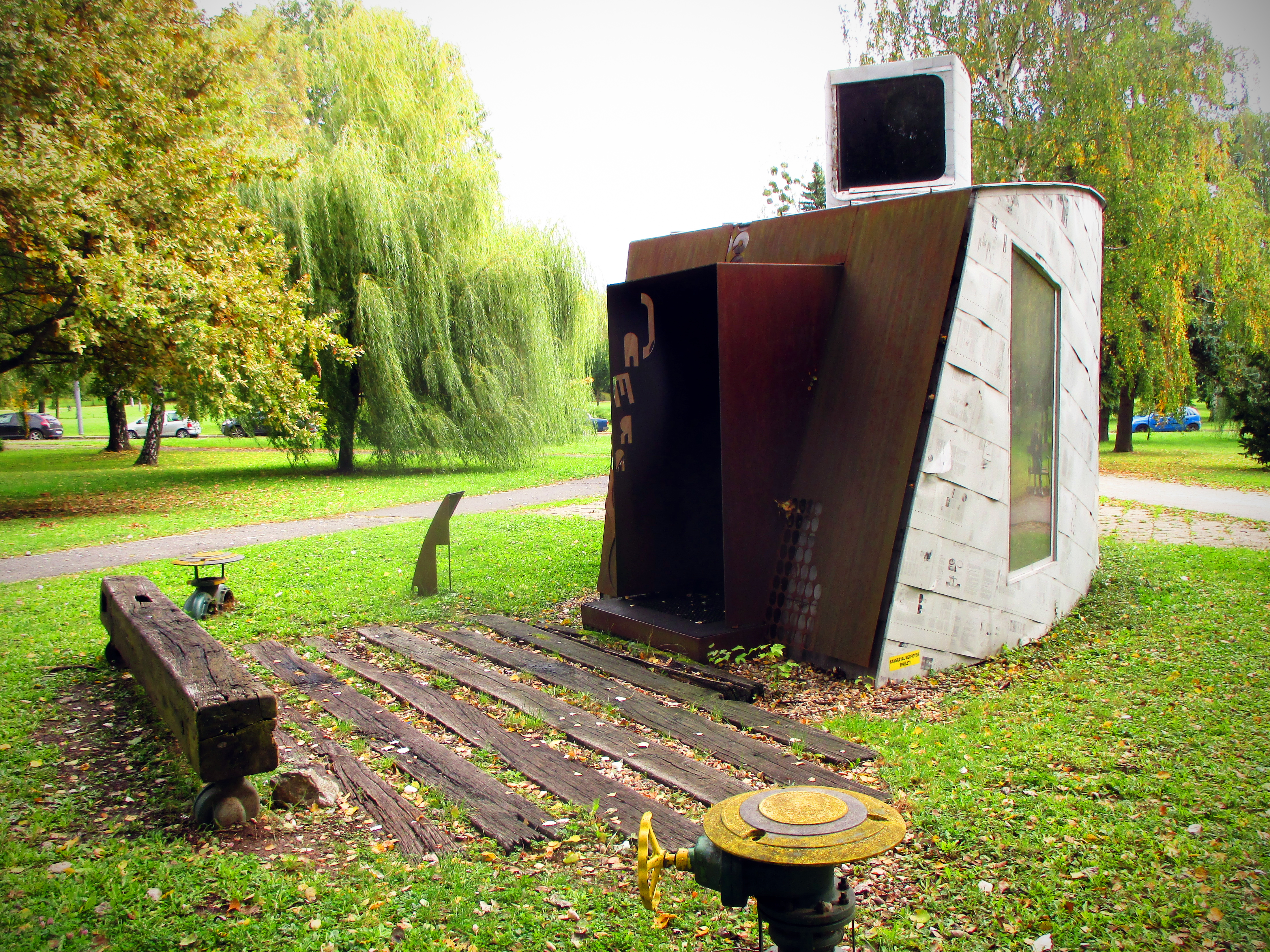
Camera obscura a Miskolci Egyetemen

- A Miskolci Egyetem campusán, a könyvtár épületével szemben 2009 óta látogatható a camera obscura. Az épületet és berendezést két képzőművész, Fabricius Anna és Gyenis Tibor alkotta meg.[1] Az épület nagy részben újrahasznosított anyagokból épült, felületét nyomdai alumíniumlemezek, illetve rozsdás vaslemezek borítják, melyeken lézerrel kivágott minták teszik változatossá a struktúrát. Az épület körüli ülőbútorok újrahasznosított gépi elemekből állnak, melyek mindegyikén az ülőfelület egyedileg megfestett fekvőrendőr. A kamrában egy 110 cm átmérőjű homorú asztalon szemlélhetjük az épület körüli látványt, melyet egy körbeforgatható, nagyméretű periszkóp segítségével keresünk meg, illetve egyedileg megtervezett karokkal állíthatjuk a kép élességét.[2] A létrejövő kép - camera obscurához mérten - rendkívül fényerős. A kamra oldalfalában egy homályosüvegre vetítő, míg az ajtajában egy hagyományos camera obscura is található. Az épület Egyetemvároson belüli helyét 2008-ban szavazással állapították meg.[3]

## Camera obscurát alkalmazó hazai művészek
- A. Ádám József a 90-es évek formabontó médiaművésze volt. Fotoráliának, illetve fotomanugráfiának nevezett technikájával a szájüreget és a marok-üreget használta camera obscuraként. Ezzel a camera obscura, de általában a fotózás lehetőségeinek egy különleges technikáját fedezte fel és a képzőművészeti képalkotás egy eddig nem ismert másik irányát is megmutatta, ezzel az analóg művészeti képalkotás lehetőségeit gazdagította.

- Gábor Enikő az Esztergomi Fotóbiennálé Camera Obscura pályázatának egyik fődíjasa, egy sötét szobában, a félig lehúzott redőny lyukain keresztül készítette különleges Camera Reluxa sorozatát.

## Galéria
- Egy lyukkamerával készített kép